# ولستون (میشیگان)
ولستون (به انگلیسی: Wellston) یک منطقهٔ مسکونی در ایالات متحده آمریکا است که در شهرستان منیستی، میشیگان واقع شده‌است. ولستون ۳۱۱ نفر جمعیت دارد و ۲۳۵٫۹۲ متر بالاتر از سطح دریا واقع شده‌است.